# 馬卡里夫區

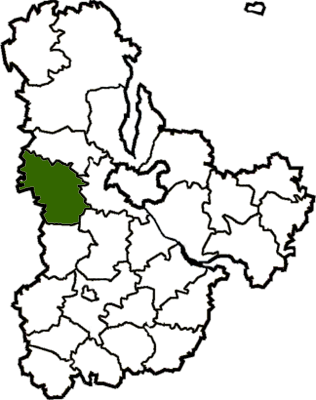
废除前馬卡里夫區在基辅州的位置

馬卡里夫區（烏克蘭語：Макарівський район），曾是烏克蘭的一個區，位於該國中北部，由基輔州負責管轄，首府設於馬卡里夫，面積1,400平方公里，2015年人口37,639，人口密度每平方公里26.88人。
该区在2020年7月18日的乌克兰行政区划改革中被撤销，改革后基辅州下分为7个区。